# Marguerite Vallet
Marguerite Marthe Sarah Gilliard Vallet (* 1. Januar 1888 in Genf als Marguerite Gilliard; † 10. Juni 1918 ebenda) war eine Schweizer Malerin.

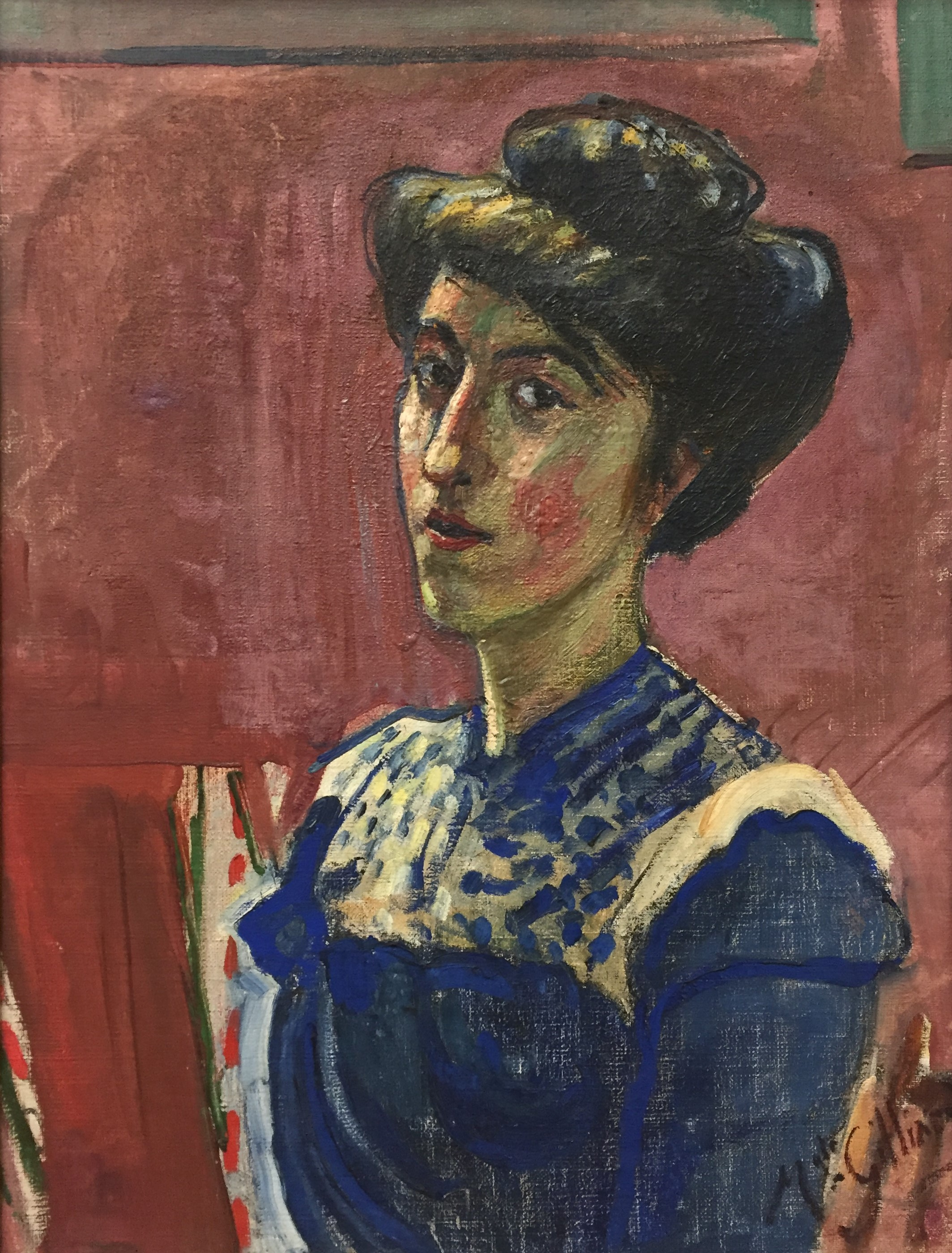
Selbstbildnis in blau, undatiert

## Leben

M.Gilliard: Jeune fille au foulard rouge (o. J.)

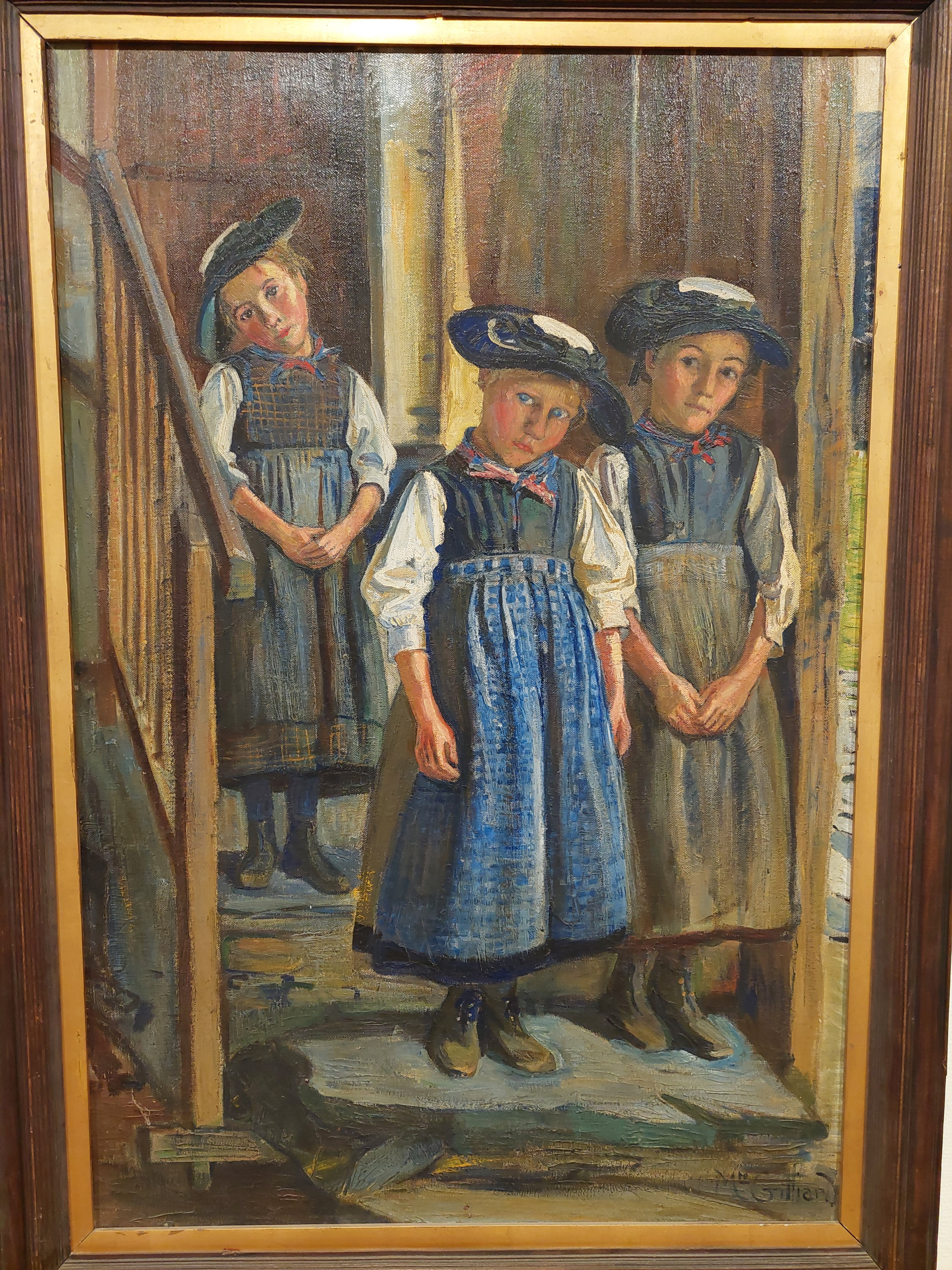
Fillettes Valaisannes (1911)

Marguerite war eine Tochter des Malers Eugène Gilliard und der Ida Marie-Louise Gilliard. Ihre Schwester Valentine Métein-Gilliard (1891–1969) wurde ebenfalls Malerin. Sie besuchte die Genfer Kunstschule und  studierte in Paris bei Jacques-Émile Blanche und L. Simons. Im Jahr 1912 heiratete sie den Maler Édouard Vallet und zog mit ihm in den Kanton Wallis. Marguerite Vallet malte Landschaften und Porträts. Sie ist in den Kunstmuseen von Genf und Schaffhausen vertreten.